# Vaune Suitt
Vaune Suitt ist eine US-amerikanische Schauspielerin und Fotografin.

## Leben
Suitt studierte von 2017 bis 2021 Schauspiel an der University of Arizona, die sie mit dem Bachelor of Fine Arts verließ. Während ihres Studiums war sie ab August bis Dezember 2018 für fünf Monate am Arizona Repertory Theatre als Assistentin des Bühnenmanagements tätig. Seit Januar 2019 ist sie als freischaffende Fotografin tätig. Sie spielte in größeren Rollen in den Bühnenstücken Celia, A Slave und The Wolves mit, die am Arizona Repertory Theatre aufgeführt wurden. 2020 wirkte sie im Kurzfilm Zard: Too Soon mit, der am 17. Februar 2020 auf dem The Loft Cinema First Friday Shorts gezeigt wurde. Im Folgejahr spielte sie im Kurzfilm One-Way Mirror mit. 2022 übernahm sie die weibliche Hauptrolle der Archäologin Dr. Grace Choi im Film Thor: God of Thunder, einem Mockbuster zu Thor: Love and Thunder mit Chris Hemsworth und Natalie Portman in den Hauptrollen.

## Filmografie (Auswahl)
- 2020: Zard: Too Soon (Kurzfilm)
- 2021: One-Way Mirror (Kurzfilm)
- 2022: Thor: God of Thunder

## Theater (Auswahl)
- 2017: Celia, A Slave, Regie: Cynthia Meier, Arizona Repertory Theatre
- 2020: The Wolves, Regie: Claire Mannle, Arizona Repertory Theatre